# Micrasema vestitum
Micrasema vestitum är en nattsländeart som beskrevs av Luisa Eugenia Navas 1918. Micrasema vestitum ingår i släktet Micrasema och familjen bäcknattsländor. Inga underarter finns listade i Catalogue of Life.